# Altmaß
Altmaß (případně Altmass) je stará jednotka objemu používaná v Německu pro vykvašené staré víno. Její hodnota činila 1,793 l a tvořila 1/80 jednotky ahm.